# Дилевський Микола Михайлович
Диле́вський Микола Михайлович (нар. 10 (23) листопада 1904, м. Чугуїв, Харківська губернія — 23 жовтня 2001, Софія) — український мовознавець. 

## Біографія
У роки 1-ї світової війни емігрував до Османської імперії, від 1922 — у Болгарському царстві. Закінчив історико-філологічний факультет Софійського університету (1930). Учителював 1934 — 1972 — у Софійському університеті: 1951—71 — завідувач 1-ї кафедри російської мови, водночас 1951 — 1955 — заступник декана факультету слов’янської філології, від 1955 — професор. Наукові дослідження у галузі славістики: історична граматика російської мови, граматика сучасної російської мови, російська акцентологія, давньоруська текстологія, російсько-болгарська лексикологія та лексикографія, російсько-болгарські мовні паралелі й відмінності, російсько-українсько-болгарські культурні та літературні зв’язки, історіографія й література епохи болгарського Відродження, історія болгарської культури, болгарський церковний живопис. Значну кількість праць присвятив питанням оригінальності, текстології та мовним особливостям поеми «Слово о полку Ігоревім». Подав усебічні коментарі та пояснення низки «темних місць» пам’ятки, лексичних і стилістичних гапаксів, складних для тлумачення слів і фрагментів; характеристику граматичної системи поеми, аналіз літописних повістей про Ігорів похід. 1986 виступив із пропозицією про необхідність створення багатотомної енциклопедії, яка включала б текст «Слова…», канонізований переклад і детальні коментарі; підготовки найновішої анотованої бібліографії праць про «Слово…».

## Праці
- Рыльский монастырь и Россия — Украйна в XVI—XVII веках: Науч.-популяр. очерк. София, 1946; 1974;
- «Слово о полку Игореве» — героична поема на старата руска литература // Песен за похода на Игор, Игор Святославич внук Олегов. София, 1955;
- Грамматика Мелетия Смотрицкого у болгар в эпоху их возрождения // Тр. Отделения древнерус. лит-ры. 1958. Т. 14;
- Какие возникают задачи дальнейшего изучения «Слова о полку Игореве»? // Изв. АН СССР. Отдел. литературоведения и языковедения. 1958. Т. 17, вып. 2;
- «Спала князю умъ похоти» в «Слово о полку Игореве» // Стоянов Л. Изследования и статии за творчеството му. София, 1961;
- Лексические и грамматические свидетельства подлинности «Слова о полку Игореве» по старым и новым данным // «Слово о полку Игореве» — памятник XII в. Москва; Ленинград, 1962;
- Заметки к «Слову о полку Игореве» // Изв. на Ин-та за български език. София, 1968. Т. 16;
- «Слово о полку Игореве» — состояние и некоторые задачи общего и текстологического изучения // Болгар. русистика. 1986. № 3.